# 大武当之天地密码
《武当》（英語：Wudang），原名《大武当》，是一部2012年上映、中国大陆与香港合拍的民国功夫片，由中电传媒股份有限公司、美亚长城传媒（北京）有限公司、潇湘电影集团有限公司和美亚电影制作有限公司联合出品，广州美亚华天下电影发行有限公司发行。该片由香港导演梁柏坚执导，香港著名武术指导元奎担任动作导演，赵文卓、杨幂、樊少皇、徐娇、杜宇航领衔主演，以民国初年的一场武术大赛为背景，讲述了各路高手齐赴武当山，名为参赛实为争夺隐藏在山中的宝物的故事。
本片于2011年10月15日在湖北武当山皇经阁开机，期间曾辗转上海车墩、胜强两个影视基地取景拍摄，至12月30日杀青关机。本片原定于2012年7月17日在中国大陆正式公映，后提前至7月6日上映，同年7月26日在香港上映。

## 剧情
电影讲述中华民国初期在武当山举行的天下第一争霸赛引发的寻宝、夺宝故事。

## 演员
| 演员   | 角色     | 备注             | 粤语配音 |
| 赵文卓 | 唐云龙   | 美国大冒险家     | 陳欣     |
| 杨幂   | 天心     | 武学家族后人     | 王夢華   |
| 樊少皇 | 水合一   | 武当派俗家弟子   | 葉振聲   |
| 杜宇航 | 白龙道长 |                  | 何偉誠   |
| 徐娇   | 唐宁     | 唐雲龍之養女     |          |
| 鲍起静 |          | 水合一之母       |          |
| 方平   | 謝道長   |                  | 周永光   |
| 譚俊彥 | 陳保羅   |                  | 原声发音 |
| 肖向飞 |          | 大师兄           |          |
| 刘家瑜 | 黄二姑   |                  |          |
| 周洋   |          | 唐人街主任的管家 |          |

## 花絮
- 2012年5月30日，杨幂和赵文卓在北京举行电影的新闻发布会，宣布该片在7月份暑期上映[13]。
- 该片担任服装设计师的人是“奥斯卡最佳服装设计”和田惠美[14]。
- 杨幂出演电影也是她第一次饰演“打女”角色[15]。
- 樊少皇拍摄该片期间，曾受重伤，但是一直带病坚持电影拍摄到完成为止[16]。

## 影評
- 長江日報記者萬旭明稱：“從橫店影城舉行試映會的現場‘雷’聲不斷的反應來看，觀眾就權當這是一部武當山風光宣傳片吧[17]。”

## 票房
影片上映首週三天票房共2000萬元，至7月22日累計3690萬元，至12月30日累計3864萬元。

## 抄襲風波
2012年7月16日，網易娛樂報導《大武當之天地密碼》劇情和司馬長嘯所編著的小說《天道密碼》（2011年8月出版）有很多相似之處，甚至名字都極為近似，令人懷疑《大武當之天地密碼》有抄襲的嫌疑。

## 外部連結
- 《大武当之天地密码》新浪专题（页面存档备份，存于）
- 《大武当之天地密码》日本官网（页面存档备份，存于）
- 互联网电影数据库（IMDb）上《大武當之天地密碼》的资料（英文）